# Арнеевский сельский округ
Арнеевский сельский округ — упразднённая административно-территориальная единица, существовавшая на территории Серпуховского района Московской области в 1994—2006 годах.
Арнеевский сельсовет был образован в первые годы советской власти. По данным 1921 года он входил в состав Пригородной волости Серпуховского уезда Московской губернии.
В 1923 году к Арнеевскому с/с был присоединён Мартьяновский с/с.
В 1926 году Арнеевский с/с включал деревни Арнеево и Мартьяново, погост Речма, хутор и 2 сторожки.
В 1929 году Арнеевский с/с был отнесён к Серпуховскому району Серпуховского округа Московской области.
17 июля 1939 года к Арнеевскому с/с был присоединён Петрухинский сельсовет (селения Всходы и Петрухино)
14 июня 1954 года к Арнеевскому с/с был присоединён Бегичевский с/с (селения Воскресенки, Казанское и Новинки-Бегичево).
1 февраля 1963 года Серпуховский район был упразднён и Арнеевский с/с вошёл в Ленинский сельский район. 11 января 1965 года Арнеевский с/с был возвращён в восстановленный Серпуховский район.
30 мая 1978 года в Арнеевском с/с было упразднено селение Покровское.
3 февраля 1994 года Арнеевский с/с был преобразован в Арнеевский сельский округ.
В ходе муниципальной реформы 2004—2005 годов Арнеевский сельский округ прекратил своё существование как муниципальная единица. При этом все его населённые пункты были переданы в сельское поселение Данковское. К началу проведения муниципальной реформы в состав округа входили следующие населённые пункты:
- Арнеево
- Воскресенки
- Всходы
- Мартьяново
- Новинки-Бегичево
- Петрухино
- Погари

29 ноября 2006 года Арнеевский сельский округ исключён из учётных данных административно-территориальных и территориальных единиц Московской области.